# Vattaro
Vattaro és un antic municipi italià, dins de la província de Trento. L'any 2007 tenia 1.108 habitants. Limitava amb els municipis de Besenello, Bosentino, Calceranica al Lago i Centa San Nicolò.
L'1 de gener de 2016 es va fusionar amb els municipis de Centa San Nicolò, Bosentino i Vigolo Vattaro; i així es creà el nou municipi d'Altopiano della Vigolana, del qual actualment és una frazione.

## Administració
| Període | Identitat      | Partit        |
| ------- | -------------- | ------------- |
| 2005-   | Devis Tamanini | Llista cívica |